# 656 Beagle

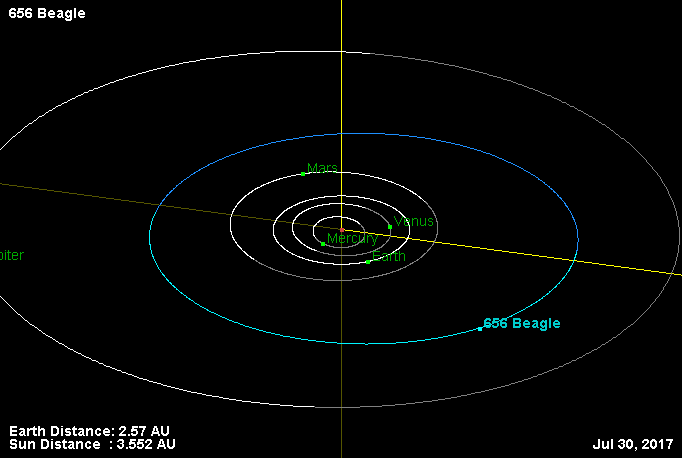

656 Beagle è un asteroide della fascia principale del diametro medio di circa 53,17 km. Scoperto nel 1908, presenta un'orbita caratterizzata da un semiasse maggiore pari a 3,1479483 UA e da un'eccentricità di 0,1360937, inclinata di 0,51426° rispetto all'eclittica.
Il suo nome fa riferimento alla HMS Beagle, il brigantino sul quale viaggiò Charles Darwin.